# Katsuko Saruhashi
Katsuko Saruhashi (Tokyo, 22 marzo 1920 – Tokyo, 29 settembre 2007) è stata una chimica e ricercatrice giapponese, nota per i suoi studi sugli effetti della radioattività nella geochimica marina.

## Biografia
È stata la prima scienziata ad aver misurato il livello di anidride carbonica nell'acqua di mare e anche a mostrare i pericoli della ricaduta radioattiva nell'atmosfera e nell'acqua del mare stessa. Fece parte della società geochimica e della società oceanografica del Giappone.

### Istruzione e carriera
Saruhashi è nata a Tokyo e si è laureata presso l'Imperial College of Science (ora Università di Tokyo) nel 1943. Ha poi aderito al Meteorological Research Institute presso l'Osservatorio meteorologico centrale. Nel 1950 lo scienziato Miyake raccomandò di misurare il livello di anidride carbonica nell'acqua di mare in un momento in cui la misurazione di questo gas non era molto diffusa, così sviluppò i suoi strumenti di misurazione. Nel 1957, ha completato il suo dottorato sulle caratteristiche del carbonato. È diventata la prima donna dell'Università di Tokyo a scrivere una tesi in chimica. Nel 1958 fonda la Society of Japanese Women Scientists per promuovere le donne nella scienza e contribuire alla pace nel mondo.
Dopo gli esperimenti nucleari effettuati sull'atollo di Bikini durante l'operazione Castle, nel 1954, la tonnara giapponese Daigo Fukuryū Maru venne contaminata e Kuboyama Aikichi, il radiotelegrafista della nave, muore meno di sette mesi dopo, nel settembre del 1954. una sindrome acuta da radiazioni.  Il governo giapponese chiede al laboratorio di geochimica di analizzare e monitorare il livello di radioattività nell'acqua di mare e nelle acque piovane. Miyake affida questa missione a Saruhashi. La sua ricerca ha mostrato che il fallout radioattivo era presente in Giappone un anno e mezzo dopo una bomba statunitense sull'Atollo Bikini.  Ha quindi studiato questi benefici in altre parti del mondo. Questa ricerca è stata utilizzata dai manifestanti anti-nucleari per esercitare pressioni sugli Stati Uniti e la Russia nel Trattato di divieto parziale delle prove nel 1963.
Saruhashi riprese le sue misurazioni di anidride carbonica nell'acqua di mare e scoprì che l'acqua dell'Oceano Pacifico rilasciava il doppio di anidride carbonica assorbita. Questi risultati sfumano la capacità di assorbimento di anidride carbonica degli oceani. Nel 1979, Saruhashi fu nominata direttore del laboratorio di ricerca geochimica e si dimise da quella posizione l'anno successivo. Nel 1980, è stata la prima donna ad aderire al consiglio scientifico giapponese. Nel 1981, ha fondato il premio Katsuko Saruhashi, che onora una donna giapponese per i suoi contributi alla ricerca sulle scienze naturali. Nel 1990, dopo la morte di Yasuo Miyake , divenne direttore dell'associazione di ricerca geochimica che aveva fondato a Tokyo. Saruhashi muore il 29 settembre 2007 a Tokyo di polmonite all'età di 87 anni.